# Max Franz
Max Franz (ur. 1 września 1989 w Klagenfurcie) – austriacki narciarz alpejski, brązowy medalista mistrzostw świata.

## Kariera
Po raz pierwszy na arenie międzynarodowej Max Franz pojawił się 9 grudnia 2004 roku w Schladming, gdzie w zawodach FIS Race w slalomie zajął 31. miejsce. W 2009 roku wystartował na mistrzostwach świata juniorów w Garmisch-Partenkirchen, zajmując między innymi siódme miejsce w supergigancie oraz dziewiąte w zjeździe.
W zawodach Pucharu Świata zadebiutował 28 listopada 2009 roku w Lake Louise, zajmując 59. miejsce w zjeździe. Pierwsze pucharowe punkty wywalczył dwa lata później w tej samej miejscowości, kończąc bieg zjazdowy na 25. pozycji. Na podium po raz pierwszy stanął 24 listopada 2012 roku w Lake Louise, zajmując drugie miejsce w tej samej konkurencji. W zawodach rozdzielił na podium Aksela Lunda Svindala z Norwegii i Marco Sullivana z USA. W kolejnych latach jeszcze kilkukrotnie stawał na podium, jednak nie odniósł zwycięstwa. Najlepsze wyniki osiągnął w sezonie 2014/2015, który ukończył na piętnastej pozycji w klasyfikacji generalnej.
W 2014 roku wystartował na igrzyskach olimpijskich w Soczi, zajmując między innymi szóste miejsce w supergigancie oraz dziewiąte w biegu zjazdowym. Na rozgrywanych cztery lata później igrzyskach w Pjongczangu plasował się poza czołową dziesiątką. Podczas mistrzostw świata w Sankt Moritz w 2017 roku wywalczył brązowy medal w zjeździe. Wyprzedzili go jedynie Beat Feuz ze Szwajcarii i Kanadyjczyk Erik Guay. Był też między innymi dziewiętnasty w zjeździe na mistrzostwach świata w Vail/Beaver Creek w 2015 roku.

## Osiągnięcia

### Igrzyska olimpijskie
| Miejsce | Dzień     | Rok  | Miejscowość | Konkurencja     | Czas biegu | Strata | Zwycięzca          |
| ------- | --------- | ---- | ----------- | --------------- | ---------- | ------ | ------------------ |
| 9.      | 9 lutego  | 2014 | Soczi       | Zjazd           | 2:06,23    | +0,80  | Matthias Mayer     |
| DNF2    | 14 lutego | 2014 | Soczi       | Superkombinacja | 2:45,20    | -      | Sandro Viletta     |
| 6.      | 16 lutego | 2014 | Soczi       | Supergigant     | 1:18,14    | +0,60  | Kjetil Jansrud     |
| 11.     | 15 lutego | 2018 | Pjongczang  | Zjazd           | 1:40,25    | +1,50  | Aksel Lund Svindal |
| 17.     | 16 lutego | 2018 | Pjongczang  | Supergigant     | 1:24,44    | +1,52  | Matthias Mayer     |
| 9.      | 7 lutego  | 2022 | Pekin       | Zjazd           | 1:42,69    | +0,83  | Beat Feuz          |
| DNF     | 8 lutego  | 2022 | Pekin       | Supergigant     | 1:19,94    | -      | Matthias Mayer     |

### Mistrzostwa świata
| Miejsce | Dzień     | Rok  | Miejscowość       | Konkurencja | Czas biegu | Strata | Zwycięzca          |
| ------- | --------- | ---- | ----------------- | ----------- | ---------- | ------ | ------------------ |
| 23.     | 9 lutego  | 2013 | Schladming        | Zjazd       | 2:01,32    | +3,27  | Aksel Lund Svindal |
| 19.     | 7 lutego  | 2015 | Vail/Beaver Creek | Zjazd       | 1:43,18    | +1,31  | Patrick Küng       |
| 13.     | 9 lutego  | 2017 | Sankt Moritz      | Supergigant | 1:25,38    | +1,37  | Erik Guay          |
| 3.      | 12 lutego | 2017 | Sankt Moritz      | Zjazd       | 1:38,91    | +0,37  | Beat Feuz          |
| DNF     | 11 lutego | 2021 | Cortina d’Ampezzo | Supergigant | 1:19,41    | -      | Vincent Kriechmayr |
| 13.     | 14 lutego | 2021 | Cortina d’Ampezzo | Zjazd       | 1:37,79    | +1,25  | Vincent Kriechmayr |

### Mistrzostwa świata juniorów
| Miejsce | Dzień   | Rok  | Miejscowość | Konkurencja | Czas biegu | Strata | Zwycięzca         |
| ------- | ------- | ---- | ----------- | ----------- | ---------- | ------ | ----------------- |
| 7.      | 4 marca | 2009 | Ga-Pa       | Supergigant | 1:16,64    | +0,95  | Manuel Kramer     |
| 9.      | 4 marca | 2009 | Ga-Pa       | Zjazd       | 1:39,06    | +1,31  | Andy Plank        |
| DNF1    | 5 marca | 2009 | Ga-Pa       | Gigant      | 2:18,49    | -      | Alexis Pinturault |

### Puchar Świata

#### Miejsca w klasyfikacji generalnej
- sezon 2010/2011: 140.
- sezon 2011/2012: 32.
- sezon 2012/2013: 26.
- sezon 2013/2014: 26.
- sezon 2014/2015: 15.
- sezon 2015/2016: 43.
- sezon 2016/2017: 25.
- sezon 2017/2018: 17.
- sezon 2018/2019: 21.
- sezon 2019/2020: 52.
- sezon 2020/2021: 25.
- sezon 2021/2022: 26.

#### Miejsca na podium w zawodach
1. Lake Louise – 24 listopada 2012 (zjazd) – 2. miejsce
2. Kitzbühel – 26 stycznia 2014 (supergigant) – 3. miejsce[1]
3. Saalbach – 21 lutego 2015 (zjazd) – 2. miejsce
4. Val Gardena – 17 grudnia 2016 (zjazd) – 1. miejsce
5. Lake Louise – 26 listopada 2017 (supergigant) – 2. miejsce
6. Val Gardena – 15 grudnia 2017 (supergigant) – 2. miejsce
7. Val Gardena – 16 grudnia 2017 (zjazd) – 3. miejsce
8. Lake Louise – 24 listopada 2018 (zjazd) – 1. miejsce
9. Beaver Creek – 1 grudnia 2018 (supergigant) – 1. miejsce
10. Val Gardena – 15 grudnia 2018 (zjazd) – 2. miejsce